# Colle dei Pini
Colle dei Pini è una frazione di Roma Capitale, situata in zona Z. XXVI Castel di Decima, nel territorio del Municipio Roma IX (ex Municipio Roma XII).
Sorge circa al diciottesimo km di via Laurentina, sul lato ovest di essa.

## Architetture religiose
- Cappella San Giuseppe Artigiano, su via del Fosso di Radicelli. Cappella del XX secolo.

Luogo sussidiario di culto della parrocchia San Romualdo Abate a Monte Migliore.

## Odonimia
Esclusa via Fosso di Radicelli, che riporta una denominazione locale, le strade sono dedicate a comuni della Campania.